# Пам'ятники Риги
Список пам'ятників Риги — перелік об'єктів ризької міської монументальної та декоративної скульптури, меморіальних та архітектурно-мистецьких споруд, встановлених на згадку про історичні персони та значущі події. Список не є вичерпним та потребує поповнення.

## Іменні пам'ятники

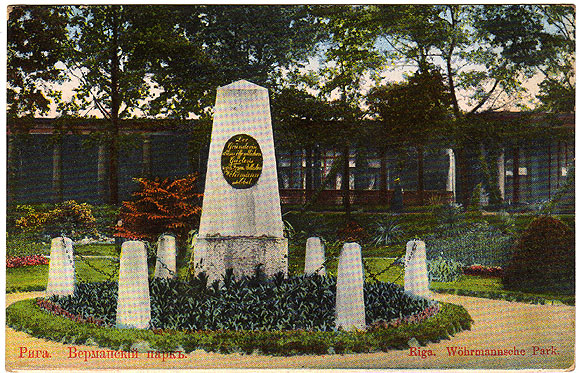
обеліск на честь Анни Гертруди Верман

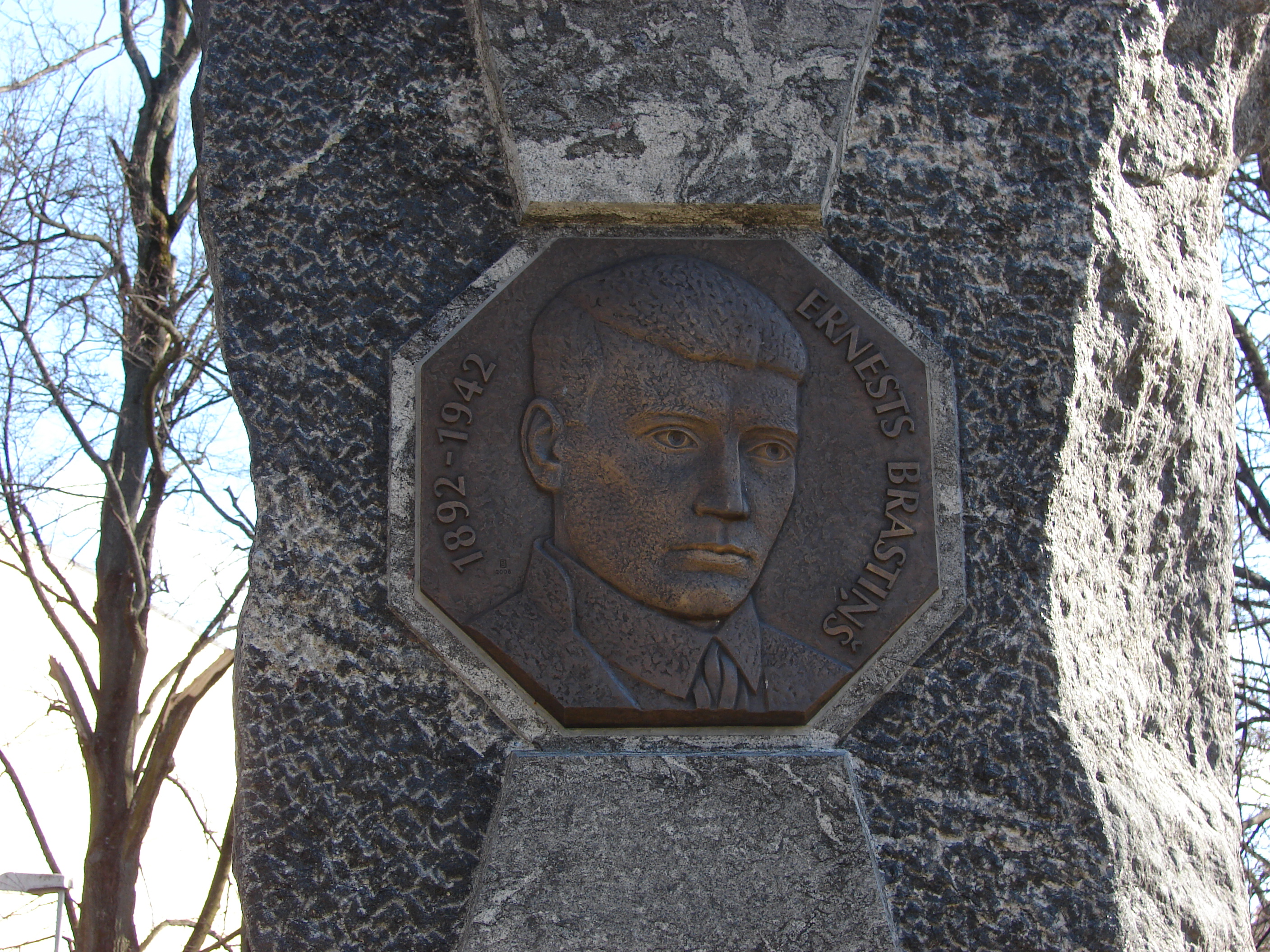
Пам'ятник Ернсту Брастіньшу

- Пам'ятний знак засновнику Верманського парку Ганні Гертруде Верман (встановлений у 1829 році, автори копії — Сандріс Скрібіновскіс та Едвінс Круміньш, 2000)
- Обеліск маркіза Філіпа Паулуччі у Верманському парку (спочатку встановлено у 1851 році, копія 2003 року)
- Пам'ятник Йоганну Готфріду Гердеру на площі за Домським собором (скульптор Людвіг Шаллер, 1864)
- Статуя Роланда на Ратушній площі (скульптор Август Фольц, 1896; автор копії — скульптор Едвінс Круміньш, 2000)
- Статуя єпископа Альберта на вмурованій у стіні Домського собору декоративної консолі (скульптор Карл Берневич[de], 1897; автори копії — скульптори Оскар Міканс та Айгар Земітіс, 2001)
- Статуя бургомістра Едуарда фон Голландера в ніші фасаду будівлі Малої гільдії (скульптор Костянтин Штарк, 1901; автор бетонної копії — скульптор Едвінс Круміньш, 2000)
- Пам'ятник фельдмаршалу Барклаю-де-Толлі на Еспланаді (скульптор Вільгельм Вандшнайдер, 1913; копія роботи скульпторів Олексія Мурзіна та Івана Корнєєва, 2002)
- Пам'ятник письменнику Рудолфу Блауманісу у парку вздовж міського каналу (скульптор Теодорс Залькалнс, 1929)
- Пам'ятник меценату Августу Домбровському у парку товариства «Зіємельблазму» (скульптор Густав Шкілтерс, 1934)
- Пам'ятник художнику Янісу Розенталсу біля будівлі Національного художнього музею (скульптор Буркард Дзеніс, 1936)
- Погруддя письменника Судрабу Еджуса в парку Кронвалда (скульптор Оярс Силіньш, 1957)
- Погруддя хірурга та історика медицини Паула Страдиньша на території Республіканської клінічної лікарні (скульптор Олександр Брієде, 1963)
- Погруддя тифлопедагога Луї Брайля на території Соціального центру інвалідів зору «Південь» (автор не відомий, 1960-ті роки)
- Пам'ятник письменнику Райнісу на Еспланаді (скульптор Карліс Земдега, 1965)
- Пам'ятник композитору Емілю Дарзіню біля музичної школи його імені на вулиці Калнцієма, 10/12 (скульптор Зезострис Кеде, 1975)
- Пам'ятник акторові та театральному режисеру Эдуарду Смільгісу в саду Театрального музею (скульптор Лігіта Францкевича, 1977)
- Погруддя Мстислава Келдиша у парку вздовж Міського каналу, навпроти Латвійського університету (скульптор Лев Буковський, 1978)
- Пам'ятник Альфреду Калниньшу у парку вздовж Міського каналу, неподалік Латвійскої музичної академії (виконаний за ескізами скульптора Теодора Залькална його учнем Карлісом Бауманісом, 1979)[1]
- Пам'ятник письменнику Олександру Чаку біля входу до парку Зієдоньдарзс (скульптор Луція Жургіна, 1981)
- Пам'ятник письменнику Андрію Упіту біля Будинку Конгресів у парку Кронвалда (скульптор Альберт Терпіловський, 1982)
- Пам'ятник вченому та винахіднику Фрідріху Цандеру на території Ризького заводу технологічного обладнання на вул. Шампетера, 2 (скульптор Юріс Баярс, 1983)
- Пам'ятник фольклористу Кріш'янісу Барону у Верманському парку (скульптор Леа Давидова-Медене, 1985)
- Статуя Гіппократа біля адміністративного будинку Латвійського центру психіатрії та наркології (скульптор Ігор Васильєв, 1989)
- Пам'ятник поетові Індріку (скульптор Аріс Смілдзерс, 1991)
- Пам'ятник письменнику Анхелу Ганевету (встановлений у 1993 році)
- Пам'ятний камінь публіцисту Гарлібу Меркелю у Верманському парку (архітектор Яніс Крастінш, 1994)
- Пам'ятник полковнику Йоргісу Земітану на центральній площі мікрорайону Тейка (скульптор Гунта Земіте, 1995)
- Пам'ятний камінь просвітнику Кріш'янісу Валдемару у сквері на розі вулиць Кр. Валдемара та А. Бріана (скульптор Гліб Пантелєєв, 1996)
- Пам'ятник просвітнику Фріцісу Брівземнієксу в Торнякалнс (скульптор Гіртс Бурвіс, 1997)
- Пам'ятник полковнику Фрідриху Брієдису навпроти 13-ї Ризької середньої школи (скульптор Олег Скарайніс, 1997)
- Пам'ятник художнику Карлісу Падегсу навпроти Ризького латиського товариства (скульптор Андріс Варпа, 1998)
- Пам'ятный знак історику Улдісу Германісу[lv] (скульптор Гіртс Бурвіс, 1998)
- Пам'ятный камінь поетові О. С. Пушкіну біля колишньої церкви Петра і Павла (скульптор Мара Калниня, 1999)
- Пам'ятник художнику Волдемару Ірбе в саду каміння на перехресті вулиць Брівібас та Шарлотес (скульптор Андрис Варпа, 1999)
- Пам'ятник чемпіону світу з шахів Михайлу Талю у Верманському парку (скульптор Олег Скарайніс, 2001)
- Пам'ятник лауреату Нобелівскої премії з хімії Вільгельму Оствальду (скульптор Андріс Варпа, 2001)
- Пам'ятник президенту Латвійської Республіки Карлісу Улманісу у парку, навпроти будівлі Міністерства закордонних справ (скульптор Улдіс Курземніекс, 2003)
- Пам'ятник хіміку Паулю Вальдену на бульварі Кронвалда, неподалік будівлі, де свого часу розташовувався хімічний факультет Ризького політехнікуму (скульптор Андріс Варпа, 2003)
- Пам'ятник правителю держави Тимуридов, видатному астроному Улугбеку в парку Кронвалда, неподалік Міжнародного торгового центру (скульптор Джалаліддін Міртаджієв, 2004)
- Пам'ятник академіку Єдгару Силіньшу у зеленій зоні фізико-енергетичного інституту АН Латвії на вулиці Айзкрауклес, 21 (скульптори Зігріда та Яніс Рапа, 2004)
- Пам'ятник полковнику Оскару Калпаку на Еспланаді (скульптор Гліб Пантелєєв, 2006)
- Пам'ятник засновнику релігійного руху «<Дієвтуріба», художнику та фольклористу Ернесту Брастиньшу[lv] у парку Кронвалда, неподалік Будинку конгресів (скульптор Улдіс Стергіс, 2006)
- Пам'ятник ризькому градоначальнику початку XX століття Джорджу Армітстеду у сквері біля Національної опери, недалеко від містка Тімма (скульптор Андріс Варпа, 2006)
- Пам'ятник філософу та лікарю Авіценні в парку лікарняного комплексу Гайльезерс (скульптор Джалаліддін Міртаджієв, 2006)
- Пам'ятник фотографу Філіпу Халсману на вулиці Скарню, на бічній стіні «Музею декоративного мистецтва і дизайну» (скульптор Григорій Потоцький, 2006)
- Погруддя композитора та хорового диригента Леоніда Вігнерса у парку біля будівлі Національної опери (скульптор Леа Давыдова-Медене, 2007)
- Пам'ятник поетові Тарасу Шевченку в парку Кронвалда (скульптор Ігор Гречаник, 2015)

## Історичні пам'ятники

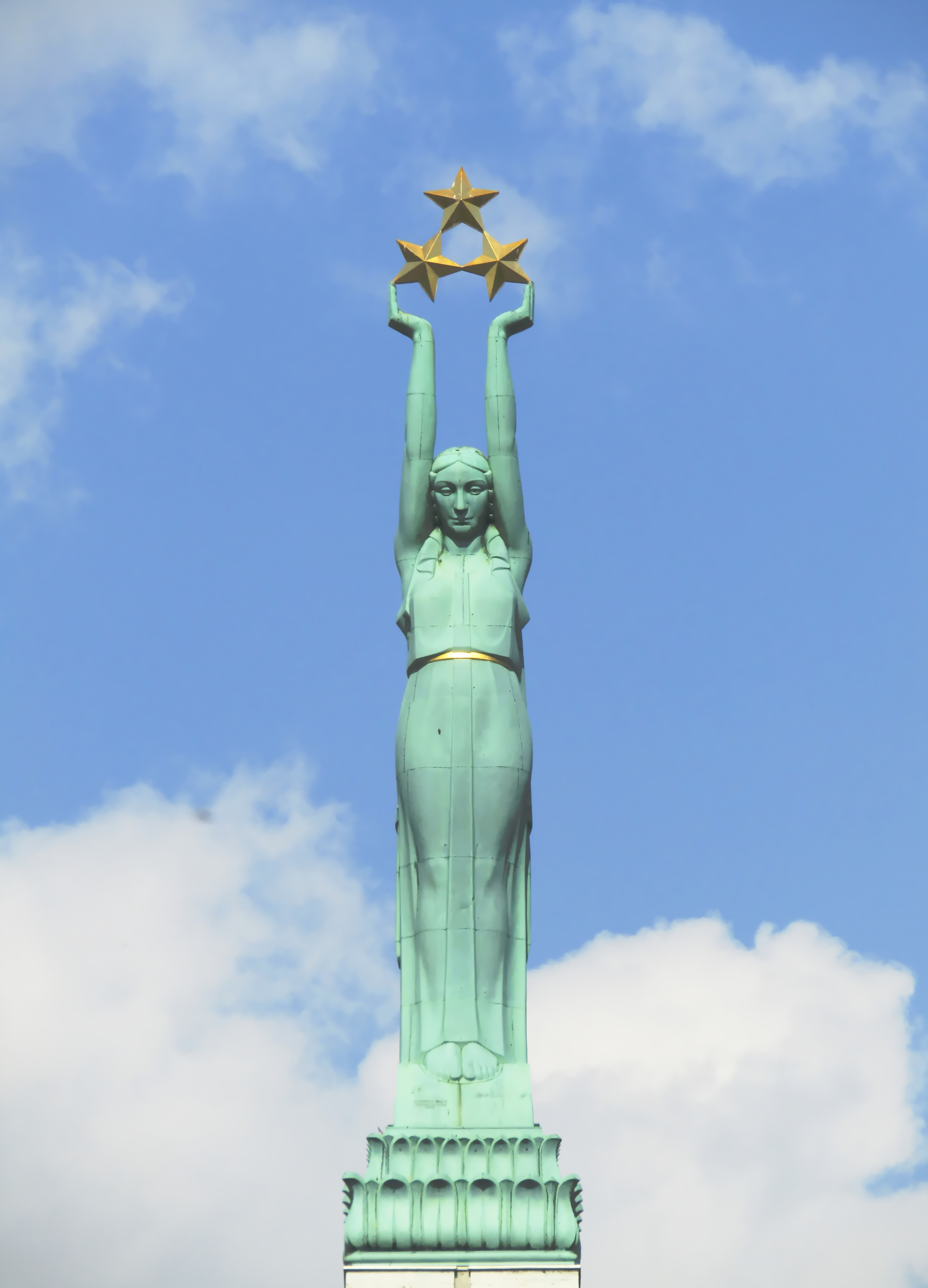
Пам'ятник Свободи

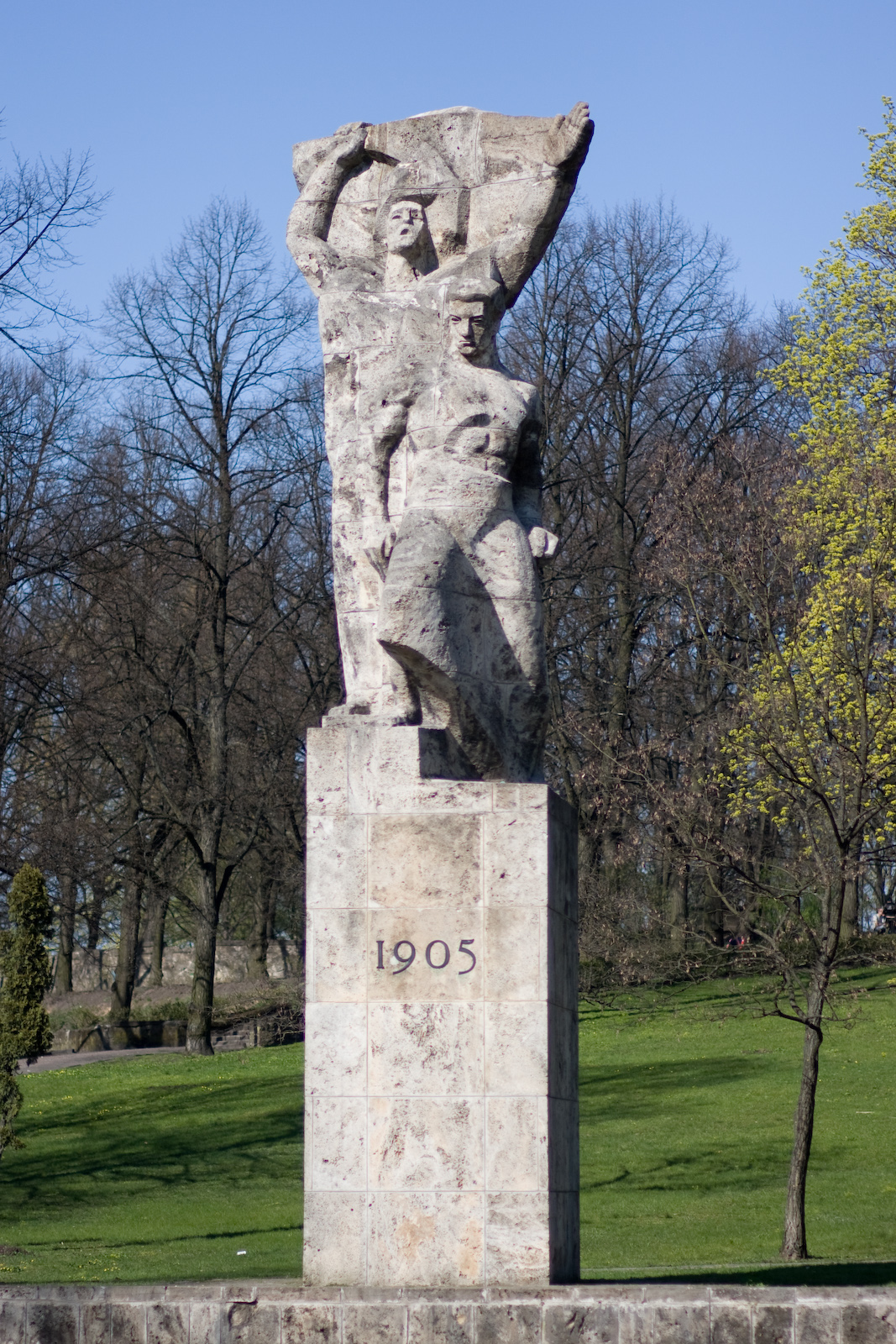
Пам'ятник борцям революції 1905 року у Гризінькалнсі

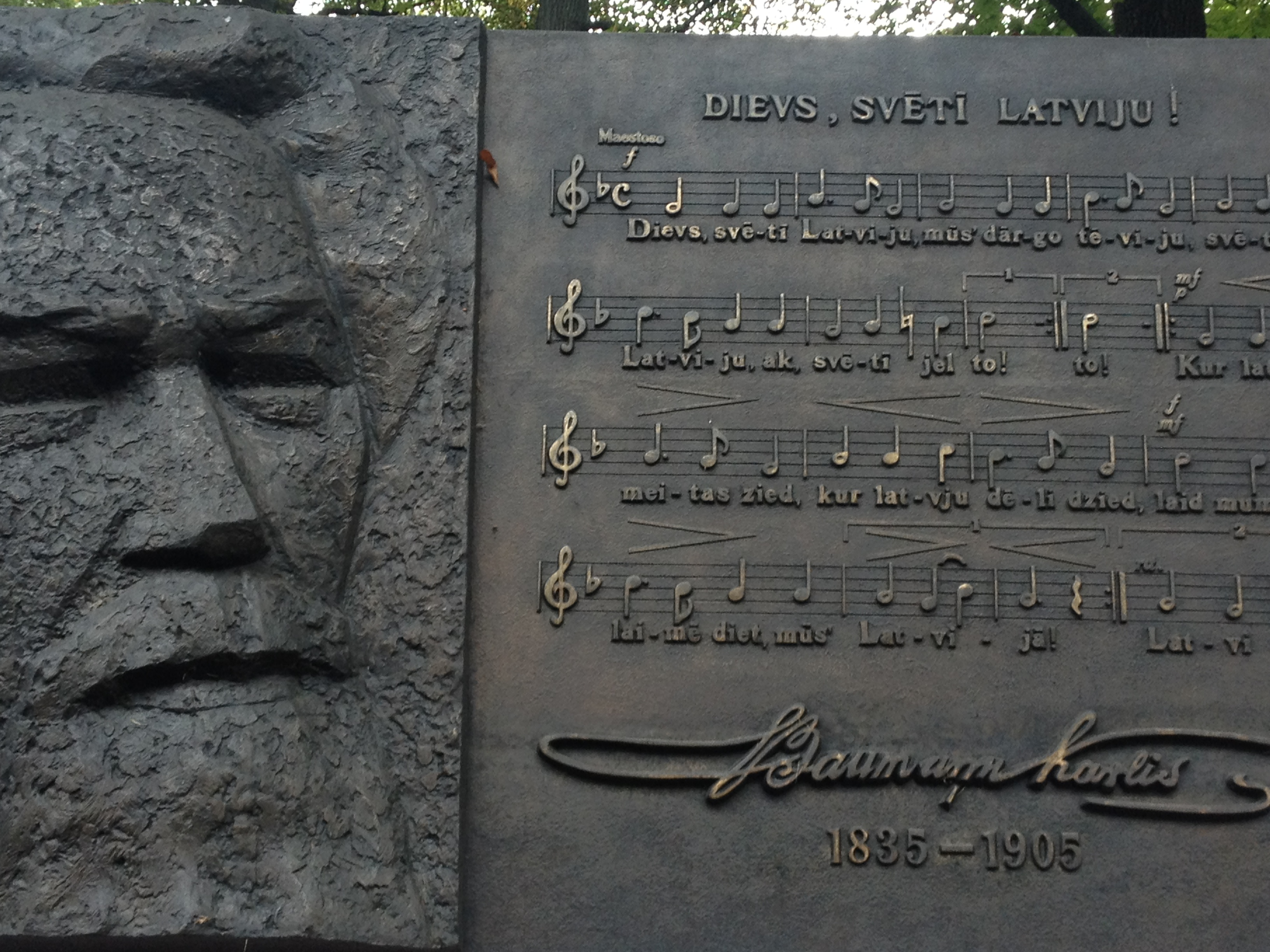
Пам'ятник До. Бауманісу зі словами Гімну Латвії в саду Вієстура

- Олександрівські ворота біля входу в сад Вієстура (архітектор Йоганн Даніель Готфрід, 1815—1817).
- Пам'ятний камінь на місці посадженого Петром I в'яза в саду Вієстура (встановлений у 1903 році на місці пам'ятного знака 1840 року, що не зберігся).
- Пам'ятник Свободи — скульптор Карліс Зале, архітектор Ернест Шталберг (1935).
- Пам'ятник борцям революції 1905 року на Набережній 11 листопада у залізничного мосту (скульптор Альберт Терпіловський, 1960)
- Пам'ятник латиським стрільцям у Старому місті на площі Стрілнієку (скульптор Валдис Албергс[lt], 1971).
- Меморіальний ансамбль Століття Свята пісні в саду Вієстура (архітектор Георгс Бауманіс, скульптор Лев Буковський, 1973).
- Пам'ятник борцям революції 1905 року у Гризінькалнсі (скульптор Валдис Албергс[lt], 1974).
- Пам'ятний камінь засланим мешканцям Латвії на залізничній станції Шкіротава (скульптор Вілніс Титанс, 1989).
- Меморіал пам'яті жертв геноциду єврейського народу на місці зруйнованої синагоги «Гогол шул» (архітектор Сергій Риж, 1989).
- Пам'ятник Бременським музикантам на вулиці Скарню, між церквою Св. Петра та Музеєм декоративного мистецтва. Подарунок міста-побратима Бремена (скульптор Кріста Баумгартель, 1990; за мотивами бременського пам'ятника роботи Герхарда Маркса, 1953).
- Хачкар на бульварі Зігфріда Аннас Мейєровіца. Подарунок Вірменського національного товариства на подяку за допомогу в усуненні наслідків руйнівного землетрусу Спітак (скульптор Самвел Мурадян, 1990).
- Пам'ятна скульптура «Біля вогнища», присвячена захисникам барикад 1991 року. Знаходиться на острові Закюсала, неподалік будівлі Телецентру (скульптор Оярс Фелдбергс, 1991).
- Пам'ятне каміння жертвам подій січня 1991 року у парку біля міського каналу (скульптор Арвідс Войтканс, 1991).
- Пам'ятний архітектурно-мистецький об'єкт «Очі», присвячений захисникам барикад 1991 року. Знаходиться на острові Закюсала, неподалік Острівного мосту (скульптор Оярс Фелдбергс, 1991).
- Пам'ятник стіні, що роз'єднує та з'єднує (фрагмент бетонного блоку з Берлінської стіни) біля будівлі Бізнес-центру на вулиці Елізабетес.
- Пам'ятний хрест біля Мілгравського мосту на місці загибелі одного з учасників подій 1991 року. Встановлено за ініціативою Народного фронту Латвії.
- Меморіал латишам — жертвам терору. Знаходиться у південному крилі церкви Св. Петра (архітектор Едвінс Вецумнієкс, 1992).
- Пам'ятний камінь на місці будівлі Стрілецького товариства, що не збереглася, де відбулася перша постановка латиського театру (скульптор Олег Скарайніс, 1993).
- Пам'ятний знак «Siege du Diable» присвячений жертвам СНІДу у сквері на розі вулиць Маріяс та Сатеклес (автор — німецький художник Том Фехт[de], 1993).
- Пам'ятник депортованим 1941 року дітям. Знаходиться в Міжпарку, на проспекті Кокнесес (скульптор Дзінтра Янсоне, 1993).
- Пам'ятний камінь репресованим росіянам Латвії. Знаходиться на території Свято-Троїцького жіночого монастиря (встановлений у 1994 році).
- Меморіальний ансамбль на згадку про депортацію 14 червня 1941 року на залізничній станції Торнякалнс (скульптори Паулс Яунземс та Оярс Фелбергс, архітектор Юріс Пога, 2001).
- Пам'ятний знак включення архітектурних пам'яток Риги до списку світової культурної спадщини ЮНЕСКО (скульптор Карліс Бауманіс, 1998).
- Пам'ятний геодезичний знак (художники Інта Лініня-Озоліня, Імантс Озоліньш та Арвідс Ендзиньш, 2001)

## Пам'ятники учасникам воєнних дій
- Пам'ятник захисникам острова Луцавсала (автор проєкту цивільний інженер Б. М. Еппінгер, 1891).
- Пам'ятник воїнам 6-го Ризького піхотного полку в ризькому мікрорайоні Іманта, на пагорбі Судрабкалниньш — скульптор Карліс Зале, архітектор Ернест Шталберг (1937, реконструйований 1980).
- Пам'ятник Першому бронедивізіону[2] на території колишнього гарнізону автотанкового полку на вул. Слокас, 58 (архітектор Вернер Вітанд, 1939).
- Гармата ХІХ століття у дворі Хрестових казарм на вулиці Крустабазніцас.
- Пам'ятник англійським та французьким морякам, учасникам боїв 1919 року. Знаходиться на території Даугавгривської фортеці (встановлений у 1994 році).
- Пам'ятник юнакам, які служили у допоміжних підрозділах «помічників Люфтваффе» та загинули в роки Другої світової війни (архітектор Раймондс Слайдіньш, 1993).
- Пам'ятник перемоги над військами Бермондта-Авалова 11 листопада 1919 (скульптор Індуліс Ранка, 2002).

## Меморіальна скульптура міських кладовищ

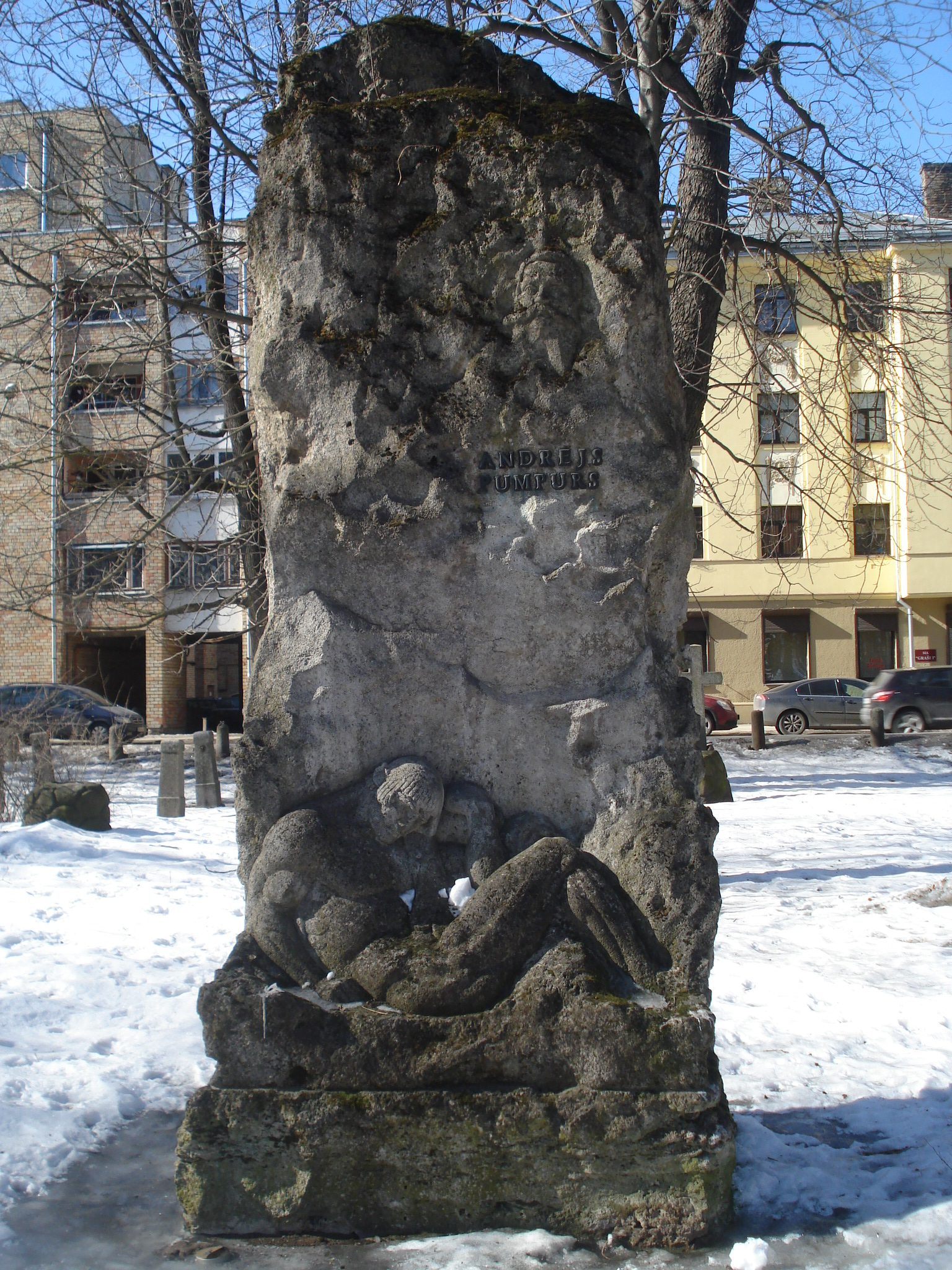
Пам'ятник на могилі Андейса Пумпураса

- Стіна з фрагментами меморіальної скульптури Великого цвинтаря.
- Надгробний пам'ятник педагогу, краєзнавцю та етнографу Йоганну Крістофу Бротце на Великому цвинтарі
- Надгробний пам'ятник композитору Емілю Дарзіньшу на цвинтарі Мартіня в Агенскалнсі (скульптори Теодор Залькалнс та Буркард Дзеніс, 1913)
- Надгробний пам'ятник латвійському державному діячеві Зігфріду Ганні Мейєровіцу на Лісовому цвинтарі (скульптор Жаніс Смілтніекс, 1929)[3]
- Пам'ятник священнослужителям, які загинули в роки Громадянської війни (перебуває на Великому цвинтарі)
- Надгробний пам'ятник письменнику Андрейсу Пумпурсу на Великому цвинтарі (скульптор Карліс Зале, 1929)
- Надгробний пам'ятник поетові Янісу Поруку на Лісовому цвинтарі (скульптор Теодор Залькалнс, 1930)
- Братський цвинтар — меморіальний комплекс, головне військове поховання в Латвії (скульптор Карліс Зале, 1936)
- Надгробний пам'ятник народному поету Латвії Райнісу на цвинтарі, названому його ім'ям (скульптор Карліс Земдега, 1934)
- Надгробний пам'ятник першому президенту Латвійської Республіки Янісу Чаксті на Лісовому цвинтарі, (скульптор Карліс Янсонс, 1935)
- Меморіал воїнам-євреям, які загинули в роки війни за незалежність Латвії в 1918—1920 (було відкрито на Новому єврейському цвинтарі в Шмерлі 1935 року, відновлено 1992-го)
- Меморіал полеглим у роки Другої світової війни радянським військовополоненим у Зієпнієккалнсі (скульптор Ева Упінієце, 1956)
- Пам'ятник учасникам революційного руху, так звана «Стіна комунарів» на цвинтарі Матіса (скульптор Лев Буковський, 1959)
- Меморіальний ансамбль на місці поховання відомих партійних і радянських діячів у північній частині цвинтаря Райніса (скульптори Карліс Бауманіс та Айварс Гулбіс, 1971)
- Надгробний пам'ятник письменнику Вілісу Лацису на Лісовому цвинтарі (скульптор Айварс Гулбіс, 1979)
- Меморіал діячам Першої Атмоди на Великому цвинтарі (скульптори Яніс Заріньш та Зезорис Кеде, 1985)
- Меморіал на місці поховання в районі Великого цвинтаря німецьких військовополонених, які померли після закінчення Другої світової війни (скульптор Наталія Саяпіна, 1991)
- Меморіал на Лісовому цвинтарі, присвячений загиблим під час подій 1991 (скульптор Арта Думпе, 1992)
- Пам'ятний камінь на місці Старого єврейського цвинтаря (скульптор Улдіс Стергіс, 1994)
- Пам'ятний камінь латвійському праведнику світу Жанісу Ліпці та його дружині Йоганні на Новому єврейському цвинтарі (встановлений у 1990 році, скульптор Лея Новоженець)
- Меморіал євреям, депортованим з Німеччини до Латвії під час Другої світової війни (відкритий на Новому єврейському цвинтарі у 1996 році)
- Пам'ятник солдатам Балтійського ландсверу на Лісовому цвинтарі (встановлений у 1929 році, оновлений за проєктом архітектора Ейжена Упманіса у 2001)
- Меморіал німецьким солдатам, які загинули в роки Другої світової війни (встановлений на місці поховання в районі 2-го Лісового цвинтаря; скульптор Гіртс Бурвіс, 2001)
- Меморіал борцям, які загинули за національну незалежність Латвії (встановлений на цвинтарі Матіса у 2005 році)
- Меморіал жертвам нацизму в Бікернієцькому лісі (архітектор Сергій Риж, 2001)
- Меморіал на місці масового розстрілу євреїв у листопаді-грудні 1941 року в Румбульському лісі (архітектор Сергій Риж, 2002)
- Меморіал «Білі хрести» на місці перепоховання жертв комуністичного терору (Лісовий цвинтар; автори реконструкції — архітектори Марта Даугавієте та Тетяна Котович, скульптор Яніс Карловс, 2005—2006).

## Демонтовані пам'ятники

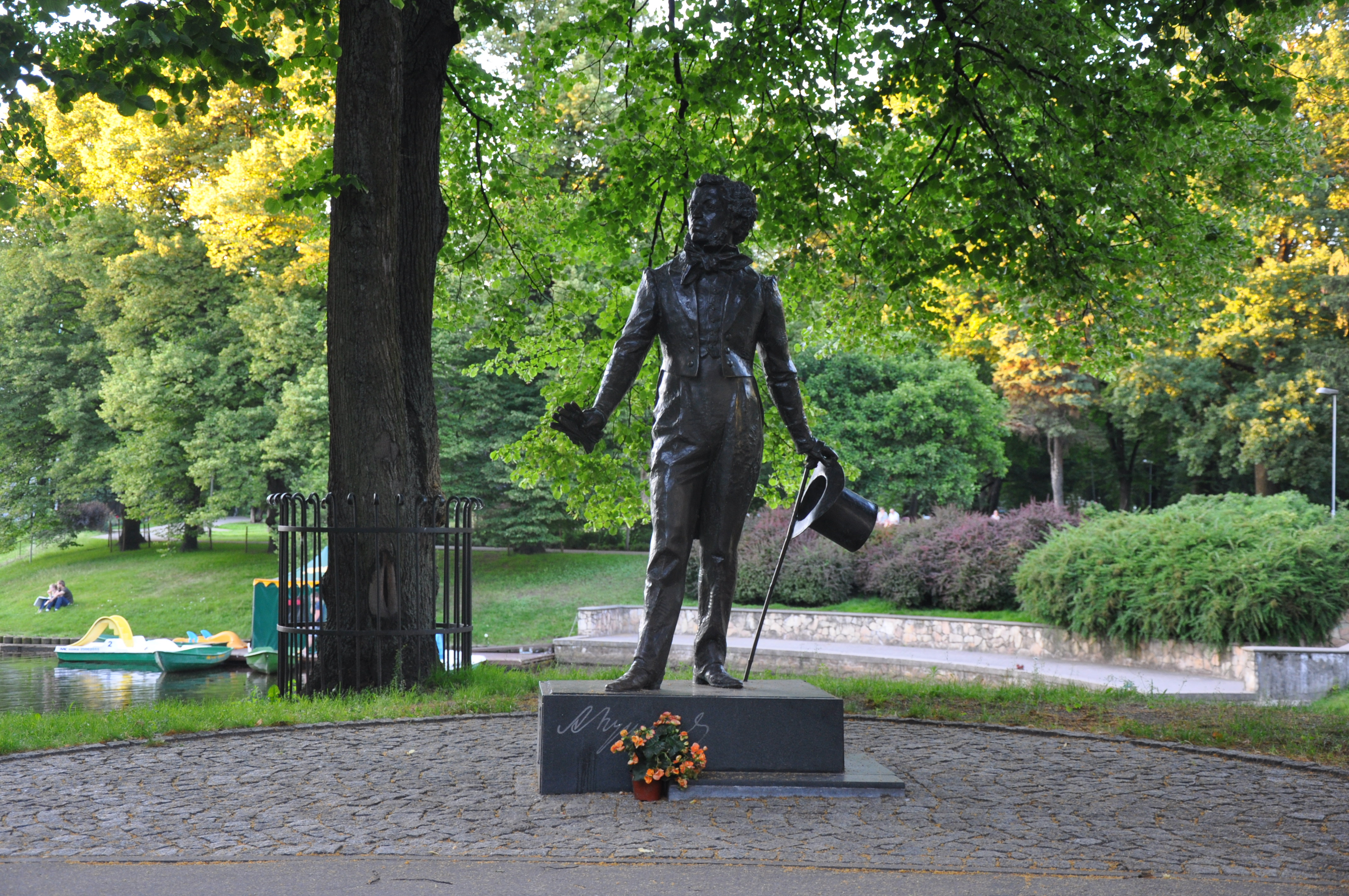
Пам'ятник О. С. Пушкіну

- Пам'ятник В. І. Леніну (встановлений у 1950 році, демонтований у 1991 році).
- Пам'ятник Петру Івановичу Стучці, відомому латиському революціонеру, голові уряду Радянської Латвії з грудня 1918 по січень 1920 (скульптор Е. Мелдеріс, архітектор Г. Мелдеріс). Встановлено у 1962 році на Замковій площі, демонтовано на початку 1990-х.
- Пам'ятник воїнам Радянської Армії — визволителям Радянської Латвії та Риги від німецько-фашистських загарбників у парку Перемоги (художник Олександр Бугаєв, скульптори Айварс Гулбіс та Лев Буковський, 1985, знесений у 2022).
- Пам'ятник О. С. Пушкіну в парку Кронвалда (скульптор Олександр Тартинов, 2009)
- Пам'ятник музі О. С. Пушкіна Анни  Керн біля церкви Петра та Павла (скульптор Лігіта Улмане, 1990)
- Пам'ятник Барклаю де Толлі.